# Więzadło przyśrodkowe

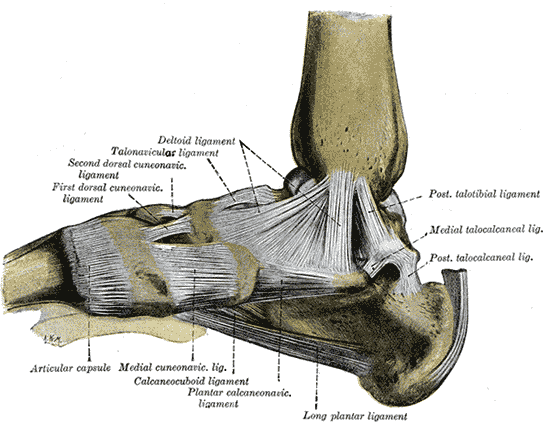
Więzadła stopy – widok boczny. Więzadło przyśrodkowe (deltoid ligament) znajduje się w centrum grafiki.

Więzadło przyśrodkowe, więzadło trójgraniaste (łac. ligamentum mediale; ligamentum deltoideum) – w anatomii człowieka jedno z więzadeł stawu skokowego górnego. Więzadło przyczepia się do szczytu oraz przednich i tylnych granic kostki przyśrodkowej. 
Dzieli się na 4 pasma:
- pasma powierzchniowe:
  - część piszczelowo-łódkowa (pars tibionavicularis) – pasmo przednie, biegnące do grzbietowej powierzchni kości łódkowatej,
  - część piszczelowo-piętowa (pars tibiocalcanea) – pasmo boczne, biegnące do podpórki kości skokowej,
  - część piszczelowo-skokowa tylna (pars tibiotalaris posterior) – pasmo tylne, biegnące do brzegu powierzchni przyśrodkowej bloczka kości skokowej,
- pasmo głębokie:
  - część piszczelowo-skokowa przednia (pars tibiotalaris anterior), biegnąca do przyśrodkowej powierzchni kości skokowej[1].